# Csitár
Csitár é um município da Hungria, situado no condado de Nógrád. Tem 16,85 km² de área e sua população em 2015 foi estimada em 415 habitantes.